# Comité olympique chinois
Le Comité olympique chinois est une association à but non lucratif représentant les athlètes chinois auprès du Comité international olympique (CIO). Ce comité national olympique aurait été fondé en 1910 mais sa création remonte à 1952, sur la base d'une fédération panathlétique chinoise, en vue de participer aux Jeux d'Helsinki, mais il n'a été reconnu par le CIO qu'en 1954, puis en 1979, lors de la déclaration de Nagoya qui fait entrer à nouveau la république populaire de Chine dans le mouvement olympique.
Son nom en chinois simplifié est 中国奥林匹克委员会, en chinois traditionnel 中國奧林匹克委員會; en pinyin "Zhōngguó Àolínpǐkè Wěiyuánhuì"; Wade-Giles Chung-Kuo Ao-Lin-P'i-K'o Wei-Yüan-Hui.

## Historique
- 1910, fondation du Comité national olympique chinois (中國奧林匹克委員會) dans l'empire chinois agonisant, pour représenter la Chine au sein du mouvement olympique,
- 1922, première reconnaissance du CNO par le CIO,
- 1924, première participation d'athlètes chinois aux Jeux (une délégation de tennismen qui ne prend pas part aux compétitions),
- 1932, la république de Chine (ROC) participe pour la première fois en tant que « Chine »,
- 1951, le CNO chinois quitte Nankin pour Taipei,
- 1951, un CNO de la RPC est organisé à Pékin,
- 1952, la RPC et la ROC participent toutes deux aux Jeux olympiques d'Helsinki, mais l'équipe de la ROC se retire pour protester contre la dénomination de « Chine (Formose) » qui lui est attribuée,
- 1954, le CIO adopte une résolution reconnaissant la RPC comme Comité olympique chinois (中国奥林匹克委员会). Le CIO invite la RPC à participer aux Jeux de Melbourne en 1956 mais la délégation chinoise est retirée pour protester sur le problème des deux noms,
- 1958, la RPC se retire du mouvement olympique et des fédérations sportives internationales. Le professeur Tung Hou Yi, membre du CIO, démissionne,
- 1960, à Rome, seule « Formose » participe, lors du défilé de la cérémonie d'ouverture, l'équipe se présente avec une pancarte « Under Protest »,
- 1979, à Nagoya, le CIO reconnaît le CNO de la PRC comme le seul représentant de la Chine et le CNO de la ROC est renommé Chinese Taipei Olympic Committee ou Comité olympique de Taipei chinois.